# 糙柄菝葜
糙柄菝葜（学名：Smilax trachypoda）为百合科菝葜属下的一个种。

## 扩展阅读
維基物種上的相關：糙柄菝葜